# ID (소프트웨어)
iD는 2013년 출시되어 자바스크립트로 개발된, 오픈스트리트맵(OSM)을 편집하기 위한 온라인 자유 소프트웨어이며, 메인 OSM 페이지의 가장 대중적인 기본 편집기이다. iD의 기능에는 사용자 지정 항공 사진 선택, Mapillary 사진의 네이티브 지원이 포함된다. iD의 특수한 포크인 RapiD는 페이스북이 사유 페이스북 플랫폼에 의해 감지되는 도로를 검토하고 추가하기 위한 도구이다.

## 장점
- 사용 방법이 직관적이라 쉽게 배울 수 있다.
- 웹 브라우저만 있으면 편집할 수 있어 다운로드할 필요가 없다.
- 태그를 일일이 입력할 필요가 없다.

## 단점
- 다른 데스크톱 편집기들과 달리 지도를 움직일 때마다 데이터를 불러오는 방식이라 지물이 많은 지역에서는 속도가 느리다.
- 일부 지물 유형의 한국어 번역이 되지 않았다.[5]
- 공간을 일정하게 나누는 등의 자세한 편집을 하기 힘들다.